# خانه متوسل
خانه متوسل مربوط به اواخر دوره قاجار است و در شهرستان سنندج، بلوار کردستان، پشت موزه سنندج واقع شده و این اثر در تاریخ ۲۴ بهمن ۱۳۸۶ با شمارهٔ ثبت ۲۱۲۵۲ به‌عنوان یکی از آثار ملی ایران به ثبت رسیده است.